# 명피아니스트가 되는 60 연습곡

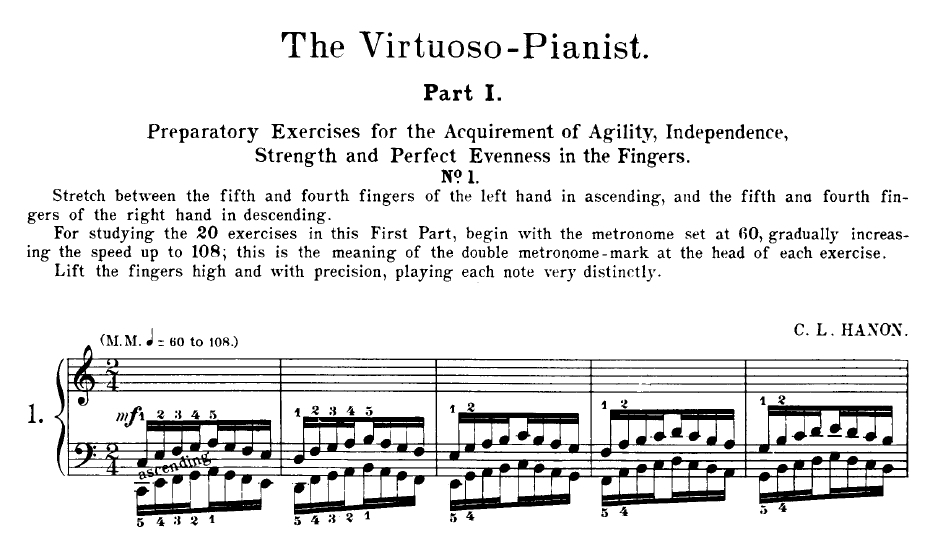
60 연습곡 제1번의 처음 5마디

명피아니스트가 되는 60 연습곡(프랑스어: Le Pianiste Virtuose en 60 Exercies)은 샤를 루이 아농이 다섯 손가락의 힘, 정확한 타건, 유연성, 민첩성 등을 강화시키기 위한 목적으로 작곡한 곡으로 총 60개로 나뉘어 있다. 이 연습곡은 1873년에 처음으로 출판되어 지금까지도 전 세계적으로 많은 교사들이 사용하고 학생들이 연습하는 주요 곡 중 하나이다. 1878년 프랑스 파리에서 열린 세계박람회에서 은메달을 수상했다. 그러나 19세기에 널리 알려진 이 곡은 현재 몇몇 사람들에 의해 손놀림을 기르기 위한 최선의 방안인가를 의문함과 동시에 비판하고 있다.

## 개요
샤를 루이 아농이 작곡한 명피아니스트가 되는 60 연습곡은 피아노를 배우는 학생들이 범하기 쉬운 오류들을 지적하여 극복하도록 하는 점에서 가장 두드러진다. 이 오류들에는 대체적으로 1번(엄지)손가락의 원활한 이동, 4·5번 손가락의 정확한 타건, 2·3·6도음정, 반음계, 3·4중 트릴 등이 있다. 아농은 이 60곡을 1곡씩 개별적으로 학습하여 60개를 전부 완벽하게 연주할 수 있는 단계에 들면 1번부터 60번까지 연속적으로 연주할 것을 권하고 있다. 독자적으로 연주해 연주 기술을 높이는 방법도 있고 단체로 연주해 더 빠른 속도로 연주하다보면 인내력을 기를 수도 있다.

## 세부 설명
60 연습곡은 총 3부로 나뉘어 있다.

### 1부
초보적인 수준의 테크닉을 익히기 위한 연습
- 제1번 - 1·2번 손가락과 4·5번 손가락 벌리기, 다섯 손가락의 원활한 타건 연습
- 제2번 - 3·4번 손가락의 원활한 타건 연습
- 제3번 - 2·3·4번 손가락의 원활한 타건 연습
- 제4번 - 1·2번 손가락과 4·5번 손가락의 예비 트릴, 3·4·5 손가락의 타건 연습
- 제5번 - 1·2번 손가락과 4·5번 손가락의 예비 트릴, 다섯 손가락의 타건 연습
- 제6번 - 5번 손가락의 원활한 타건 연습
- 제7번 - 3·4·5번 손가락의 원활한 타건 연습
- 제8번 - 다섯 손가락의 원활한 타건 연습
- 제9번 - 1·2번 손가락과 4·5번 손가락 벌리기, 다섯 손가락의 원활한 타건 연습
- 제10번 - 2·3번 손가락과 3·4번 손가락의 예비 트릴 연습
- 제11번 - 1·2번 손가락과 4·5번 손가락의 예비 트릴, 3·4·5번 손가락의 타건 연습
- 제12번 - 1·5번 손가락 벌리기, 3·4·5번 손가락의 타건 연습
- 제13번 - 3·4·5번 손가락의 원활한 타건 연습
- 제14번 - 2·3번 손가락과 3·4번 손가락의 예비 트릴 연습
- 제15번 - 1번-2번-1번 손가락 구조 형성, 다섯 손가락의 타건 연습
- 제16번 - 1·3번 손가락과 3·5번 손가락 벌리기, 3·4·5번 손가락의 타건 연습
- 제17번 - 1·2번 손가락, 2·4번 손가락과 4·5번 손가락 벌리기, 3·4·5번 손가락의 타건 연습
- 제18번 - 다섯 손가락의 원활한 타건 연습
- 제19번 - 다섯 손가락의 원활한 타건 연습
- 제20번 - 2·4번 손가락과 4·5번 손가락 벌리기, 예비 아르페지오, 2·3·4번 손가락의 타건 연습

### 2부
보다 높은 수준의 테크닉을 익히기 위한 연습
- 제21번 - 3·4·5번 손가락을 위한 힘과 균형 감각력 향상 및 고른 타건 연습
- 제22번 - 3·4·5번 손가락을 위한 힘과 균형 감각력 향상 및 고른 타건 연습
- 제23번 - 3·4·5번 손가락을 위한 힘과 균형 감각력 향상 및 고른 타건 연습
- 제24번 - 3·4·5번 손가락을 위한 힘과 균형 감각력 향상 및 고른 타건 연습
- 제25번 - 다섯 손가락을 위한 고른 타건 연습
- 제26번 - 다섯 손가락을 위한 고른 타건 연습
- 제27번 - 1·2번 손가락과 4·5번 손가락의 예비 트릴, 다섯 손가락의 고른 타건 연습
- 제28번 - 3·4·5번 손가락을 위한 힘과 균형 감각력 향상 및 고른 타건 연습
- 제29번 - 다섯 손가락을 위한 예비 트릴 연습
- 제30번 - 1·2번 손가락과 4·5번 손가락의 예비 트릴 연습
- 제31번 - 다섯 손가락의 고른 타건과 1·5번 손가락을 벌리는 연습
- 제32번 - 1번 손가락을 2번 손가락 밑으로 옮기는 연습
- 제33번 - 1번 손가락을 3번 손가락 밑으로 옮기는 연습
- 제34번 - 1번 손가락을 4번 손가락 밑으로 옮기는 연습
- 제35번 - 1번 손가락을 5번 손가락 밑으로 옮기는 연습
- 제36번 - 1번 손가락을 옮기는 여러 가지 방법 연습
- 제37번 - 1번 손가락을 옮기는 특별한 연습
- 제38번 - 음계 예비 연습
- 제39번 - 음계 연습(12개의 장음계와 24개의 화성·가락 단음계)
- 제40번 - 반음계 연습(옥타브, 장3도, 단3도, 장6도, 단6도, 반진행2개, 레가토 연주를 위한 특별한 운지법)
- 제41번 - 장·단3화음의 24개의 조 아르페지오 연습
- 제42번 - 감7화음의 아르페지오 연습
- 제43번 - 딸림7화음의 아르페지오 연습

### 3부
최고의 테크닉을 익히기 위한 연습
- 제44번 - 3개의 같은 음(셋잇단음)의 연속 타건 연습
- 제45번 - 2도 음정의 이음줄에 의한 연속 타건 연습(1-2번, 2-3번, 3-4번, 4-5번, 1-3번, 2-4번 손가락)
- 제46번 - 다섯 손가락을 위한 트릴 연습
- 제47번 - 4개의 같은 음의 연속 타건 연습
- 제48번 - 3·6도 겹음의 손목 연습
- 제49번 - 1-4번, 2-5번 손가락을 벌리는 연습
- 제50번 - 3도 겹음의 레가토 연습(반음계 연습 포함)
- 제51번 - 겹음 옥타브(8도)로 음계를 치는 연습
- 제52번 - 3도 겹음의 음계 연습(9개 장조, 3개 단조)
- 제53번 - 겹음 옥타브의 음계 연습(12개 장조, 12개 단조)
- 제54번 - 3도 겹음의 트릴 연습
- 제55번 - 양손, 3음 겹음의 트릴 연습
- 제56번 - 펼침 옥타브에 의한 음계 연습(12개 장조, 12개 단조)
- 제57번 - 겹음 옥타브의 펼침 아르페지오 연습(12개 장조, 12개 단조)
- 제58번 - 겹음 옥타브를 누른 채 내성부의 겹음 연타 연습
- 제59번 - 6도 겹음의 트릴 연습
- 제60번 - 트레몰로 연습

아농은 3부로 들어가기 전에 먼저 1부와 2부를 완벽하게 마친 후에 연습할 것을 추천했다. 또한 60번까지 모든 연습이 끝난 후에는 매일 1번부터 60번까지 재연습할 것도 동시에 권했다.

## 곡에 대한 비판
이 60곡에 대한 비판 중 대부분을 차지하고 있는 것은 바로 멜로디가 사라져 버리고 피아노 음정에 대해 너무 기계적인 접근을 시도했다는 점이다. 비평가들은 피아노 입문자들이 초기에 피아노를 배울 때 이같은 멜로디가 없는 곡을 치면 음악에 대한 본능적인 감정이 사라져 버린다고 반박한다. 또한 피아노 연주의 기술을 학습하려면 약간의 음악적인 감정도 곡에 주입되어 있는 것이 좋다고 하였다.
아농의 60 연습곡의 가장 큰 함정은 만약 한 곡이라도 잘못된 손가락과 음, 화성으로 연습하게 되면 그것이 계속해서 반복되어 나중에는 악영향을 미칠 것이 클 것이라고 말했고 학생들의 세심함과 섬세함이 부족한 현상과 교사들의 지도능력 부족으로 인한 현상이 현실에서 충분히 나타날 수 있다고 언급했다. 더 나아가 단조로운 반복만을 통해 연습하면 손목 부상과 스트레스와 같은, 차후에 피아노 연주가들 사이에 가장 악명 높은 병에 시달릴 수도 있다고 덧붙였다.